# Apataki
Apataki é uma das ilhas do arquipélago de Tuamotu-Gambier, pertencente ao Taiti.

## História
O atol foi descoberto na tarde de 21 de maio de 1722 por Jacob Roggeveen, que o chamou Avondstond ('noite'). Outro nome histórico do atol é Hagenmeister.
Na década de 1930, o artista Henri Matisse passou 20 dias em Apataki. As imagens lá vistas retornam anos depois na forma de papéis recortados, na série Polinésia/ Oceania, realizada em meados da década de 1940. "Retornando do Taiti, Matisse escreve a Bonnard: "Boa estada, bom repouso. Vi todo tipo de coisas. Depois lhe conto. Vivi vinte dias numa ilha de coral; luz pura, ar puro, cor pura, diamante safira esmeralda turquesa. Peixes extraordinários." 